# Trattato di Gandamak
Il trattato di Gandamak (Dari: معاهده گندمک, Pashto: د گندمک تړون) fu un trattato sottoscritto tra Afghanistan e Regno Unito, che pose ufficialmente fine alla prima fase della seconda guerra anglo-afghana. L'emiro Mohammad Yaqub Khan cedette diverse aree di frontiera agli inglesi, mantenendo la piena sovranità sull'Afghanistan ma consegnando nel contempo la gestione della politica estera dell'Afghanistan agli inglesi.

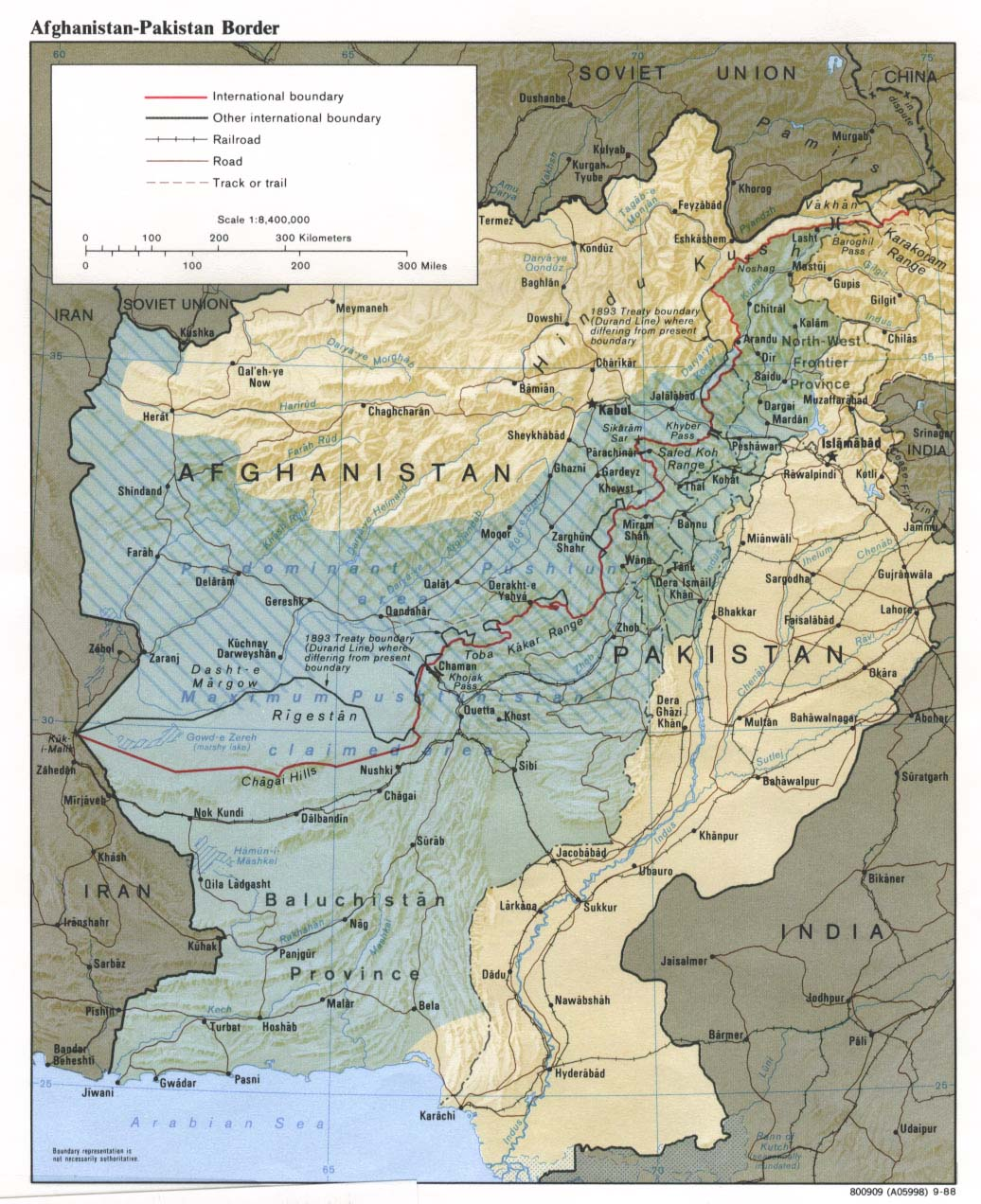
La Linea Durand (in rosso e nero) segnava il confine tra l'Afghanistan ed il British Raj

Il trattato venne siglato il 26 maggio 1879 dall'emiro Mohammad Yaqub Khan dell'Afghanistan e da Sir Louis Cavagnari del governo britannico in India presso l'accampamento britannico nel villaggio di Gandamak, a circa 110 chilometri ad est di Kabul. Il trattato venne ratificato da lord Edward Robert Bulwer Lytton, viceré d'India, il 30 maggio 1879.
Gran parte degli storici dell'Afghanistan ritengono il Trattato di Gandamak come il preludio della seconda fase della seconda guerra anglo-afghana (1879–1880).

## Antefatto
Il 22 luglio 1878 una delegazione russa giunse a Kabul senza un invito esplicito da parte dell'emiro Sher Ali Khan. All'inizio di agosto del 1878, per contrastare l'iniziativa russa, gli inglesi informarono l'emiro che sarebbe giunta a Kabul una speciale missione, con membri di altri stati europei, che doveva essere ricevuta "con tutti gli onori".
Il 21 settembre invece alla missione venne impedito di entrare in Afghanistan dal passo di Khyber, ad un presidio militare comandato da Ali Masjid. Per ritorsione il governo dell'India britannica inviò un ultimatum il 20 novembre 1878 all'emiro, richiedendo scuse formali e una spiegazione soddisfacente per quanto accaduto. La risposta di Sher Ali era già giunta il 19 novembre 1878, ma per la morte improvvisa di suo figlio ed erede il 17 agosto, venne ritardata al 30 novembre, senza le scuse richieste dagli inglesi.
Il 21 novembre il British Raj  dichiarò guerra all'Afghanistan, occupando la valle di Korram ed il passo di Paywar, e muovendo poi i propri uomini verso il passo di Khyber, Quetta, Jalalabad e Qandahar. Incapace di far fronte all'invasione, il 23 dicembre 1878 l'emiro lasciò Kabul alla volta del Turkestan, intenzionato a chiedere aiuto ai russi. Sher Ali morì il 21 febbraio 1879 presso Balkh e suo figlio, Mohammad Yaqub Khan, si proclamò emiro al suo posto. Il 26 maggio 1879, dopo una corrispondenza preliminare con Cavagnari ed il ritiro delle truppe inglesi dal territorio afghano, Muhammad Yaqub si accordò per scendere a patti con gli inglesi e si procedette alla firma del trattato di Gandamak, considerato uno degli accordi più umilianti mai sottoscritti da un governante afghano,  dal momento che di fatto rendeva l'emiro afghano un feudatario della corona britannica.

## Il trattato
"Sua Altezza l'Emiro dell'Afghanistan ed i suoi sottoposti, in cambio della rettificazione di questo Trattato, e di un'amnistia pubblica e completa, assolvono tutti i loro sudditi da ogni responsabilità nella guerra con gli inglesi, e per proteggere tutte le persone da ogni punizione o molestia. Sua Altezza l'Emiro dell'Afghanistan ed i suoi sottoposti si accordano per condurre relazioni con gli stati esteri in accordo con i consigli e le volontà del governo britannico. Sua Altezza l'Emiro non entrerà in accordi con stati stranieri, non prenderà le armi contro alcuno stato straniero, se non su permesso del governo britannico. Sulla base di queste condizioni, il governo britannico supporterà l'Emiro contro ogni aggressione esterna con denaro, armi o truppe, e in ogni altro modo il governo britannico giudicherà appropriato. Le truppe britanniche saranno quindi autorizzate a penetrare nel territorio dell'Afghanistan col proposito di respingere aggressioni esterne, e poi ritorneranno alle loro stazioni nel territorio britannico quando l'obbiettivo potrà dirsi raggiunto." —Prima sezione del trattato

Sulla base di quanto stabilito nel trattato, l'emiro de facto consegnava il controllo di tutte le relazioni estere dell'Afghanistan alla missione britannica a Kabul e, in pratica, al governo inglese. Inoltre la giurisdizione sulle valli di Korram e Pishin, sul distretto di Sibi e sul passo di Khybar passavano direttamente agli inglesi. Il trattato doveva anche incrementare i contatti tra Kabul e l'India britannica con la costruzione di relazioni ed accordi commerciali particolari, e la realizzazione di una linea telegrafica. Mohammad Yaqub Khan proclamò nel trattato  l'amnistia per tutti coloro che avevano collaborato con le truppe occupanti inglesi.
La missione britannica in Afghanistan, guidata da sir Louis Cavagnari giunse a Kabul il 24 luglio 1879, ma meno di due mesi dopo lo stesso ambasciatore e tutti i membri della sua missione vennero massacrati il 3 settembre 1879 da un reggimento di guardie dell'emiro in rivolta provenienti da Herat.
Il massacro fu il pretesto per una nuova invasione dell'Afghanistan da parte delle truppe inglesi e per la detronizzazione di Mohammad Yaqub Khan ed il suo esilio in India. Al suo posto, gli inglesi nominarono emiro Abdur Rahman Khan, cugino di Yaqub. Abdur Rahman dovette accettare quanto stabilito dal trattato di Gandamak, con la sola modifica che l'agente britannico ed il suo staff a Kabul fossero tutti mussulmani indiani e non europei.